# Buten (jedinjenje)
Buten je četvrti pripadnik homologog reda alkena.

## Izomeri
Među molekulima sa hemijskom formulom  četiri izomera su alkeni. Sva četiri ugljovodonika imaju četiri atoma ugljenika i jednu dvostruku vezu, ali se razlikuju u hemijskoj strukturi. IUPAC i trivijalna imena tih jedinjenja su:
| IUPAC ime     | trivijalno ime | struktura | skeletalna formula | 3D model |
| 1-Buten       | α-butilen      |           |                    |          |
| cis-2-buten   | Z-β-butilen    |           |                    |          |
| trans-2-buten | E-β-butilen    |           |                    |          |
| 2-metilpropen | izobutilen     |           |                    |          |